# Bryum calobryoides
Bryum calobryoides là một loài rêu trong họ Bryaceae. Loài này được J.R. Spence mô tả khoa học đầu tiên năm 1986.